# イザベル・ド・ヴァロワ (ブルボン公妃)

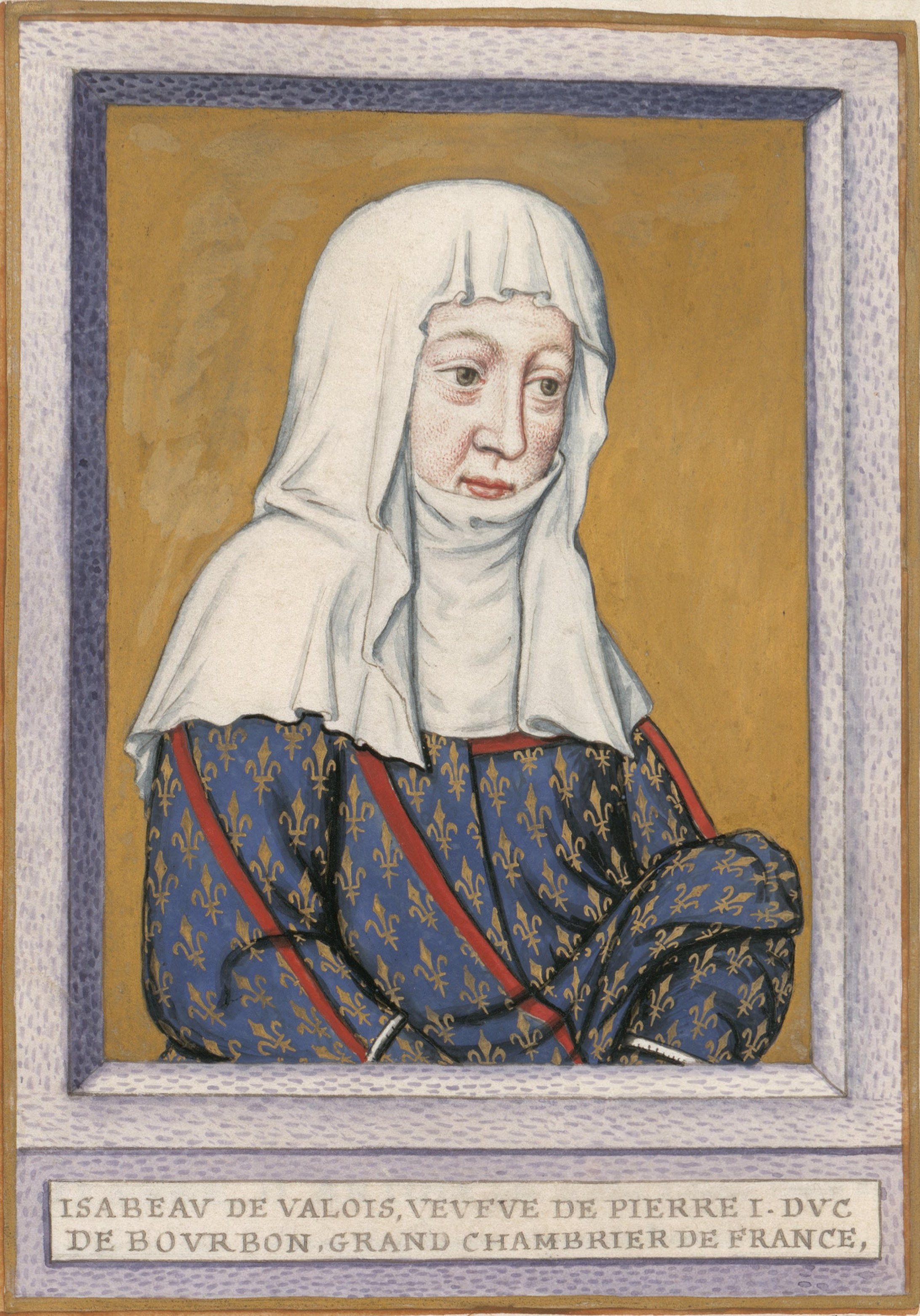
後年のイザベル・ド・ヴァロワ

イザベル・ド・ヴァロワ（フランス語：Isabelle de Valois, 1313年 - 1383年7月26日）は、ヴァロワ伯シャルルとその3番目の妃マオー・ド・シャティヨンの娘で、ブルボン公ピエール1世の妃。

## 生涯
1336年1月25日、イザベルはブルボン公ピエール1世と結婚した。ピエール1世とイザベルとの間には唯一の息子ルイ2世と7人の娘が生まれた。夫ピエール1世は1356年にポワティエの戦いで戦死したが、イザベルはその後再婚はしなかった。ピエール1世の死後、息子ルイ2世がブルボン公位を継承した。
イザベルは騎士でトゥリー＝シュール＝アブロン領主、王の顧問官で侍従およびサン＝ピエール＝ル＝ムイエのバイイ（代官）であったジャン・ソルニエを自らの執事としていた。
夫の死後、イザベルは修道院に入り、1383年7月26日に死去した。

## 子女
- ルイ2世（1337年 - 1410年）[2] - ブルボン公（1356年 - 1410年）
- ジャンヌ（1338年 - 1378年） - フランス王シャルル5世と結婚[1]
- ブランシュ（1339年 - 1361年） - カスティーリャ王ペドロ1世と結婚[2]
- ボンヌ（1341年 - 1402年） - 1355年にサヴォイア伯アメデーオ6世と結婚[1]
- カトリーヌ（1342年 - 1427年） - アルクール伯ジャン6世と結婚[1]
- マルグリット（1344年 - 1416年） - 1368年にアルブレ領主アルノー＝アマニューと結婚
- イザベル（1345年） - 早世
- マリー（1347年 - 1401年） - ポワシーの女子修道院長[1]